# Isola Tadpole
L’Isola Tadpole è un'isola appena a nord di Ferin Head, al largo della costa occidentale della Terra di Graham. Mappata dalla Spedizione britannica nella Terra di Graham  (BGLE) sotto Rymill, 1934-37. Il nome, dato dal Comitato britannico per i toponimi antartici (UK-APC) nel 1959, è descrittivo della forma dell'isola se vista dall'alto.